# Winter-X-Games 2020
Die Winter X Games XXIV (Umbenannt in Winter X Games Aspen ’20) fanden vom 23. bis 26. Januar 2020 zum 19. Mal in Folge in Aspen, Colorado statt. Das Event wurde von ESPN produziert. Ausgetragen wurden acht Freestyle-Skiing, neun Snowboard und fünf Schneemobil-Wettbewerbe. An den Wettkämpfen nahmen 180 Athleten teil.

## Resultate

### Freestyle-Skiing

#### Special Olympics Riesenslalom
| Rang | Name                            |
| ---- | ------------------------------- |
|      | Gus Kenworthy Palmer Lyons      |
|      | Alex Ferreira Haldan Pranger    |
|      | Sarah Höfflin Kohlor Von Eschen |

#### Knuckle Huck
| Rang | Name            |
| ---- | --------------- |
|      | Colby Stevenson |
| 2.   | Henrik Harlaut  |
| 3.   | Quinn Wolferman |

#### Frauen Superpipe
| Rang | Name              |
| ---- | ----------------- |
|      | Kelly Sildaru     |
|      | Rachael Karker    |
|      | Cassie Sharpe     |
| 4    | Zhang Kexin       |
| 5    | Zoe Atkin         |
| 6    | Brita Sigourney   |
| 7    | Walerija Demidowa |
| 8    | Li Fanghui        |

#### Männer Superpipe
| Rang | Name           |
| ---- | -------------- |
|      | Alex Ferreira  |
|      | Aaron Blunck   |
|      | Brendan MacKay |
| 4    | Nico Porteous  |
| 5    | Birk Irving    |
| 6    | Lyman Currier  |
| 7    | David Wise     |
| 8    | Noah Bowman    |

#### Frauen Big Air
| Rang | Name             |
| ---- | ---------------- |
|      | Tess Ledeux      |
|      | Mathilde Gremaud |
|      | Sarah Höfflin    |
| 4    | Kelly Sildaru    |
| 5    | Megan Oldham     |
| 6    | Maggie Voisin    |
| 7    | Isabel Atkin     |
| 8    | Margaux Hackett  |

#### Männer Big Air
| Rang | Name                   |
| ---- | ---------------------- |
|      | Henrik Harlaut         |
|      | Birk Ruud              |
|      | Andri Ragettli         |
| 4    | Antoine Adelisse       |
| 5    | Alex Beaulieu-Marchand |
| 6    | Christian Nummedal     |
| 7    | Elias Syrjä            |
| 8    | Evan McEachran         |

#### Frauen Slopestyle
| Rang | Name             |
| ---- | ---------------- |
|      | Kelly Sildaru    |
|      | Sarah Höfflin    |
|      | Maggie Voisin    |
| 4    | Isabel Atkin     |
| 5    | Mathilde Gremaud |
| 6    | Megan Oldham     |
| 7    | Caroline Claire  |
| 8    | Tess Ledeux      |

#### Männer Slopestyle
| Rang | Name                   |
| ---- | ---------------------- |
|      | Colby Stevenson        |
|      | Evan McEachran         |
|      | Fabian Bösch           |
| 4    | Andri Ragettli         |
| 5    | Alex Beaulieu-Marchand |
| 6    | Alexander Hall         |
| 7    | Nick Goepper           |
| 8    | Ferdinand Dahl         |

### Snowboard

#### Special Olympics Riesenslalom
| Rang | Name                          |
| ---- | ----------------------------- |
|      | Mike Schultz Daina Shilts     |
|      | Danny Davis Dmitrii Tiufiakov |
|      | Jack Mitrani Henry Meece      |

#### Knuckle Huck
| Rang | Name                 |
| ---- | -------------------- |
|      | Zeb Powell           |
|      | Marcus Kleveland     |
|      | Fridtjof Tischendorf |

#### Männer Rail Jam
| Rang | Name          |
| ---- | ------------- |
|      | Jesse Paul    |
|      | Darcy Sharpe  |
|      | Sven Thorgren |

#### Männer Big Air
| Rang | Name             |
| ---- | ---------------- |
|      | Maxence Parrot   |
|      | Mark McMorris    |
|      | Sven Thorgren    |
| 4    | Rene Rinnekangas |
| 5    | Yūki Kadono      |
| 6    | Mons Røisland    |
| 7    | Ryo Aizawa       |
| 8    | Darcy Sharpe     |

#### Frauen Big Air
| Rang | Name                 |
| ---- | -------------------- |
|      | Miyabi Onitsuka      |
|      | Kokomo Murase        |
|      | Reira Iwabuchi       |
| 4    | Zoi Sadowski-Synnott |
| 5    | Laurie Blouin        |
| 6    | Klaudia Medlová      |
| 7    | Jamie Anderson       |
| 8    | Anna Gasser          |

#### Männer Slopestyle
| Rang | Name             |
| ---- | ---------------- |
|      | Darcy Sharpe     |
|      | Mons Røisland    |
|      | Redmond Gerard   |
| 4    | Brock Crouch     |
| 5    | Judd Henkes      |
| 6    | Sven Thorgren    |
| 7    | Mark McMorris    |
| 8    | Rene Rinnekangas |

#### Frauen Slopestyle
| Rang | Name                 |
| ---- | -------------------- |
|      | Jamie Anderson       |
|      | Laurie Blouin        |
|      | Kokomo Murase        |
| 4    | Hailey Langland      |
| 5    | Zoi Sadowski-Synnott |
| 6    | Anna Gasser          |
| 7    | Miyabi Onitsuka      |
| 8    | Enni Rukajärvi       |

#### Männer Superpipe
| Rang | Name            |
| ---- | --------------- |
|      | Scotty James    |
|      | Yūto Totsuka    |
|      | Jan Scherrer    |
| 4    | Chase Josey     |
| 5    | Danny Davis     |
| 6    | Taylor Gold     |
| 7    | Toby Miller     |
| 8    | Chase Blackwell |

#### Frauen Superpipe
| Rang | Name              |
| ---- | ----------------- |
|      | Queralt Castellet |
|      | Kurumi Imai       |
|      | Haruna Matsumoto  |
| 4    | Cai Xuetong       |
| 5    | Verena Rohrer     |
| 6    | Brooke D’Hondt    |
| 7    | Wu Shaotong       |
| 8    | Maddie Mastro     |

### Schneemobil/Bike Cross

#### Snowmobile Freestyle
| Rang | Name             | Ergebnis |
| ---- | ---------------- | -------- |
|      | Brandon Cormier  | 88,00    |
|      | Daniel Bodin     | 87,33    |
|      | Willie Elam      | 84,00    |
| 4    | Rasmus Johansson | 81,33    |
| 5    | Dave England     | 78,66    |
| 6    | Brett Turcotte   | 78,00    |
| 7    | Heath Frisby     | 73,66    |
| 8    | Marcus Ohlsson   | 71,66    |

#### SnowBike Best Trick
| Rang | Name            | Ergebnis |
| ---- | --------------- | -------- |
|      | Brett Turcotte  | 79,33    |
|      | Morgan Kaliszuk | 78,33    |
|      | Jackson Strong  | 75,66    |
| 4    | Rob Adelberg    | 69,66    |
| 5    | Leonardo Fini   | 68,00    |
| 6    | Robert Haslam   | 57,00    |

#### Para Snow BikeCross
| Rang | Name            |
| ---- | --------------- |
|      | Doug Henry      |
|      | Brandon Dudley  |
|      | Leighton Lillie |

#### Adaptive Snow BikeCross
| Rang | Name           |
| ---- | -------------- |
|      | Mike Schultz   |
|      | Kevin Royston  |
|      | Kolleen Conger |

#### Snow Bikecross
| Rang | Name             |
| ---- | ---------------- |
|      | Cody Matechuk    |
|      | Yanick Boucher   |
|      | Jesse Kirchmeyer |
| 4    | Josh Hill        |
| 5    | Brock Hoyer      |
| 6    | Darrin Mees      |